# 1930 في ألمانيا
فيما يلي قوائم الأحداث التي وقعت خلال عام 1930 في ألمانيا.

## سياسة

### تعيين في المنصب
- 30 مارس – هاينريش برونينغ مستشار ألمانيا.

## ظهور
- 1 يناير – رحلة إلى الشرق كتاب من تأليف هرمان هيسه.

## مواليد

### يناير
- 1 يناير – أبراهام أحيتوف عسكري ألماني.

### فبراير
- 3 فبراير – جيرهارد شوارز فيزيائي ألماني.
- 8 فبراير – إيفا شتريتماتر شاعرة ألمانية.
- 12 فبراير – هربرت ناخبار
- 27 فبراير – جيرهارد شيلر فيزيائي ألماني.

### أبريل
- 3 أبريل – هلموت كول المستشار السادس لجمهورية ألمانيا الاتحادية (1982-1998).

### مايو
- 12 مايو – غونتر مارتنز

### يونيو
- 5 يونيو – اورسولا لير
- 8 يونيو – روبرت أومان
- 21 يونيو – أوي بيترز

### يوليو
- 6 يوليو – هربرت إرهارت لاعب كرة قدم ألماني.
- 10 يوليو – برنارد قيصر أينشتاين فيزيائي أمريكي.
- 20 يوليو – هاينز كوبسش لاعب كرة قدم ألماني.

### ديسمبر
- 23 ديسمبر – رودي فيلجينهير
- 26 ديسمبر – ولفرد مادلنج
- 28 ديسمبر – فرانزل لانج

## وفيات

### يناير
- 5 يناير – لودفيج كلايزن (مواليد 1851) كيميائي ألماني.

### فبراير
- 23 فبراير – هورست فيسل (مواليد 1907)

### مارس
- 2 مارس – ريتشارد ويلهيلم (مواليد 1873)

### أبريل
- 4 أبريل – فيكتوريا من بادن (مواليد 1862)

### يونيو
- 30 يونيو – ألفين فرويدنبرج (مواليد 1873) كاتب ومؤلف ألماني.

### يوليو
- 7 يوليو – يوليوس هارت (مواليد 1859) كاتب ألماني.

### أغسطس
- 31 أغسطس – إدوارد ماير (مواليد 1855) مؤرخ ألماني.

### سبتمبر
- 17 سبتمبر – أوغست براند (مواليد 1863)
- 17 سبتمبر – إدورد سخاو (مواليد 1845)

### أكتوبر
- 18 أكتوبر – أدولف ماركوز (مواليد 1860) عالم فلك ألماني.

### نوفمبر
- 1 نوفمبر – ألفريد فيغنر (مواليد 1880)

### ديسمبر
- 24 ديسمبر – إدوارد ديفيد (مواليد 1863) سياسي ألماني.
- 25 ديسمبر – ثيودور نولدكه (مواليد 1836)